# Central SC Caruaru
A Central SC Caruaru, röviden Central SC labdarúgó csapatát 1919-ben, Caruaruban alapították. 1986-ban a másodosztályú bajnokság élén végeztek, így a Central lett az első csapat Pernambuco államban, amely országos címet nyert. Állami szinten egy bajnoki döntőt tudhatnak magukénak 2007-ből.

## Sikerlista

### Hazai
- 1-szeres Série B bajnok: 1986

## Játékoskeret
2015. január 4-től
| # |     | Poszt | Név                |
| - | --- | ----- | ------------------ |
|   | BRA | K     | Murilo             |
|   | BRA | V     | Ferreira           |
|   | BRA | V     | Sinval             |
|   | BRA | V     | Everton            |
|   | BRA | V     | André Lima         |
|   | BRA | V     | Jaílton            |
|   | BRA | KP    | Janilson           |
|   | BRA | KP    | Fernando Pires     |
|   | BRA | KP    | Diego Teles        |
|   | BRA | KP    | Thiago Laranjeiras |

| # |     | Poszt | Név           |
| - | --- | ----- | ------------- |
|   | BRA | KP    | Juninho       |
|   | BRA | KP    | Romero        |
|   | BRA | KP    | Alenilson     |
|   | BRA | KP    | Sóstenes      |
|   | BRA | KP    | Fábio         |
|   | BRA | KP    | Luiz Fernando |
|   | BRA | KP    | Douglas       |
|   | BRA | CS    | Natanael      |
|   | BRA | CS    | Roger         |
|   | BRA | CS    | Willian Silva |